# Terezínská tryzna
Terezínská tryzna je pravidelná každoroční pietní a vzpomínková slavnost, která se koná od roku 1947 vždy třetí květnovou neděli na Národním hřbitově v Terezíně. Jedná se o vzpomínkovou akci, která se koná k uctění památky obětí zdejší nacistické perzekuce během druhé světové války.
Spolupořadatelem akce je kromě samotného Památníku Terezín také město Terezín, Ústecký kraj, Ministerstvo kultury České republiky a další spolky a společenské instituce. Akce se pravidelně zúčastňují nejvyšší státní a ústavní činitelé (ministři, poslanci, senátoři, zástupci krajské samosprávy), představitelé křesťanských církví a židovských obcí, členové diplomatického sboru a různí zahraniční hosté (nejčastěji z řad přímých pamětníků a příbuzných obětí).
Během pietního aktu je pro veřejnost areál Malé pevnosti nepřístupný. Po skončení akce je vstup do jejích prostor zdarma.

## Termíny

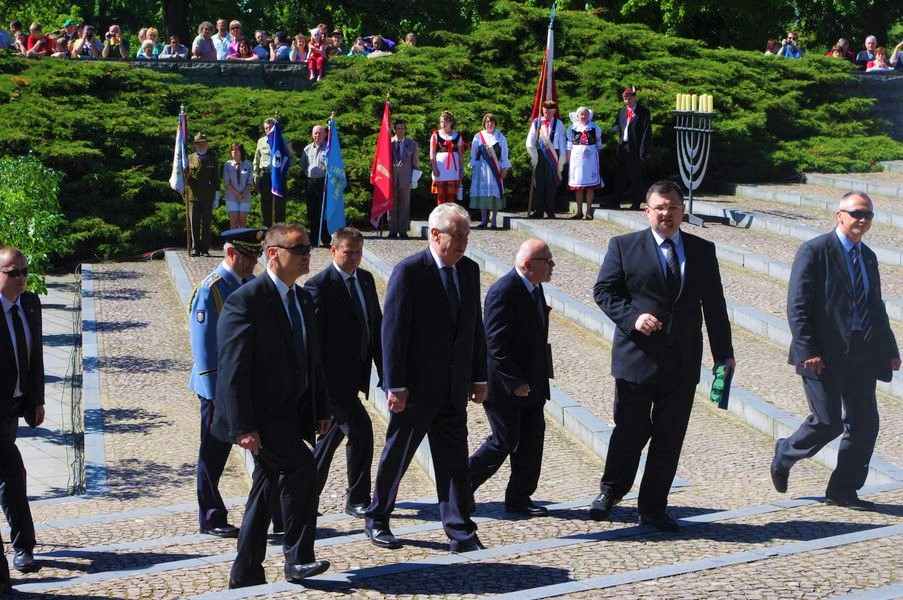
Prezident Miloš Zeman (Terezínská tryzna, 2013)

- 2008 – Terezínská tryzna se konala 18. května od 10.00 hod.[1]
- 2009 – Terezínská tryzna se konala 17. května v 10.00 hod.[2]
- 2010 – Terezínská tryzna se konala 16. května v 10.00 hod.[3]
- 2011 – Terezínská tryzna se konala 15. května od 10.00 hod. Hlavní projev přednesl prezident republiky Václav Klaus. Po čase pravidelných účastí chyběla předsedkyně Českého svazu bojovníků za svobodu Anděla Dvořáková.[4]
- 2012 – Terezínská tryzna se konala 20. května od 10 hod. Hlavní projev přednesla Miroslava Němcová, předsedkyně poslanecké sněmovny.[5]
- 2013 – Terezínská tryzna se uskutečnila v neděli 19. května od 10:00. Hlavní projev přednesl prezident republiky Miloš Zeman.[6][7]
- 2014 – Terezínská tryzna se uskutečnila v neděli 18. května od 10:00. Hlavní projev přednesl Bohuslav Sobotka, předseda vlády České republiky. Přímý přenos zprostředkovala Česká televize na zpravodajském kanále ČT24.
- 2015 – Terezínská tryzna se konala 17. května, v přímém přenosu České televize s projevem vystoupil prezident Miloš Zeman.[8]
- 2016 – Terezínská tryzna se uskutečnila v neděli 15. května, hlavní projev měl Milan Štěch, předseda Senátu[9]
- 2017 – Terezínská tryzna proběhla v neděli 21. května, projev pronesl předseda vlády Bohuslav Sobotka[10]
- 2018 – Terezínská tryzna se uskutečnila 20. května od 10:00 hodin, hlavní projev přednesl předseda Poslanecké sněmovny Radek Vondráček.[11]
- 2019 – Terezínská tryzna se uskutečnila v neděli 19. května od 10:00 hodin, hlavní projev přednesl Jaroslav Kubera, předseda Senátu.[12]
- 2020 – Kvůli koronavirové krizi byla Terezínská tryzna původně odsunuta z 17. května na 18. října, a poté pro rok 2020 zcela zrušena.[13]
- 2021 – Kvůli koronavirové krizi byla Terezínská tryzna odsunuta z obvyklého termínu v květnu na neděli 5. září od 10:00 hodin. Hlavní projev přednesl předseda Senátu Parlamentu České republiky Miloš Vystrčil. [14][15]
- 2022 – Terezínská tryzna proběhla v neděli 15. května od 10:00 hodin. Hlavní projev přednesl předseda Senátu Parlamentu České republiky Miloš Vystrčil. [16][17]
- 2023 – Terezínská tryzna proběhla 21. května 2023.[18] Křesťanskou modlitbu pronesl kardinál Duka, kterého doprovodil kanovník Hladík.
- 2024 – Terezínská tryzna proběhla 19. května od 10 hodin.[19] Křesťanskou modlitbu pronesl Mons. Radek Jurnečka.